# Isabelle d'Ibelin (1252-1282)
Pour les articles homonymes, voir Isabelle d'Ibelin.
Isabelle d'Ibelin, née en 1252, morte en 1282, dame de Beyrouth (1264-1282), reine de Chypre, fille de Jean d'Ibelin (mort en 1264), seigneur de Beyrouth, et d'Alix de La Roche, fille de Guy Ier, duc d'Athènes de 1225 à 1263.
Elle épousa :
1. en 1265 Hugues II roi de Chypre (1252-1267) ;
2. en 1272 Hamo Létrange (mort en 1273), seigneur de Beyrouth ;
3. en 1276 Nicolas l'Aleman (mort en 1277), seigneur de Césarée et de Beyrouth ;
4. en 1278 Guillaume Barlais (mort en 1304), seigneur de Beyrouth.

Elle n'eut aucun enfant de ses quatre mariages et, à sa mort, la seigneurie de Beyrouth passa à sa sœur Echive d'Ibelin.